# 台東区の町名
本項台東区の町名（たいとうくのちょうめい）では、東京都台東区における現在の町名を一覧化するとともに、明治時代初期以来の町名の変遷について記述する。

## 台東区の前史と行政区画の移り変わり
東京都台東区は、昭和22年（1947年）3月15日、当時の東京都下谷区と浅草区が合併して成立した。以下、明治時代初期から台東区成立までの行政区画の変遷について略述する。
江戸が「東京」と改称されたのは慶応4年（1868年）のことである（以下、明治5年までの年月日は陰暦で記す）。この年の7月17日、「江戸ヲ称シテ東京ト為スノ詔書」が発せられ、東京府が設置された（9月8日に明治と改元）。以後、明治22年（1889年）に東京市が発足するまでの過渡期には、東京府の行政区画はめまぐるしく変遷し、番組制、大区小区制、15区6郡制等と呼ばれる制度が相次いで実施された。
明治2年（1869年）3月、東京府では、町地と郷村部との境界線を定める朱引（しゅびき）が行われた。これは、皇居を中心とした市街地（江戸時代の町奉行所支配地に相当）を朱引内とし、その外側を郷村とするもので、朱引内を50の区画に分けて、50番組（50区）が設定された。これとともに、江戸時代から続いていた名主制度が廃止された。同年5月、周囲の郷村部にも5つの組が設定され、これを地方5番組と称した。後に台東区となる区域は、このうち朱引内の30番組、38番組から43番組、50番組及び地方3・4番組に属した。
明治4年（1871年）6月には朱引が見直されて、朱引内は44区、朱引外は25区（計69区）に区分された。この間、明治4年7月には廃藩置県が実施された。これにともない、同年11月、従来の東京府、品川県、小菅県が廃止され、新たな東京府が設置された。同時に朱引が廃止されて、府内は6大区・97小区に分けられた（いわゆる大区小区制）。明治7年（1874年）3月、区割りは再度見直され、朱引が復活。朱引内外に11大区・103小区が設置された。後に台東区となる区域は、このうち朱引内の第4大区第6小区、第5大区第1 - 12小区、第10大区1 - 3小区に属していた。
その後、郡区町村編制法の施行に伴い、大区小区制は廃止され、明治11年（1878年）11月2日、東京府下に15区6郡が置かれた。台東区の前身にあたる下谷区と浅草区はこの時設置された。明治22年（1889年）、市制・町村制が施行され、同年5月1日、東京市が成立。下谷区、浅草区は東京市の区となった。昭和18年（1943年）7月1日、東京府と東京市が廃止されて、新たに東京都が置かれ、上記2区を含む35区は東京都直轄の区となった。昭和22年（1947年）3月15日、前述のとおり、これら2区が合併して台東区となった。
下谷区と浅草区は、大正12年（1923年）の関東大震災で大被害を受けた。浅草区では、震災復興後の区画整理に伴い、昭和7年（1932年）から昭和16年（1941年）にかけて、区の大部分の地域で町名の統合整理が実施された。
関東大震災以前の旧町名は、江戸時代以来の名称を引き継ぐものも多かったが、明治時代初期に新たに起立した町名もあった。「○○屋敷」「○○町代地」「○○寺門前」といった、旧幕府時代の伝統を引き継ぐ小規模な町は、明治2年（1869年）前後に数か町が合併されて、新たな町名を付した例が多い。また、明治5年（1872年）には武家地、寺社地など、それまで町名のなかった土地に新たに町名を付した。こうした町名設置は、おもに戸籍整備上の必要性から実施されたものである。

## 旧下谷区の町名

### 発足時の町名
明治11年（1878年）の下谷区成立時の町丁数は75であった。以後、明治時代には以下のような町名の変更があった。
- 明治12年（1879年）前後、下谷真正寺町を下谷通新町に、下谷小野照町を下谷坂本四丁目に、谷中惣持院町を谷中町に、下谷薬王寺町を下谷原宿町に、それぞれ編入。（差引町丁数71）
- 明治14年（1881年）、下谷原宿町を下谷三ノ輪町に改称。
- 明治22年（1889年）の市制町村制施行時に北豊島郡谷中村、龍泉寺村、下谷龍泉町の全域、及び金杉村、坂本村、千束村、三ノ輪村、日暮里村の各一部を下谷区に編入。下谷区下谷通新町全域及び下谷三ノ輪町の飛地を北豊島郡南千住町に編入。（差引町丁数70）
- 明治24年（1891年）、2年前に北豊島郡から編入した地域に谷中天王寺町、上根岸町、中根岸町、下根岸町、入谷町、龍泉寺町を新設。（差引町丁数76）
- 明治24年（1891年）谷中七面前町、谷中片町を谷中初音町三丁目に編入。（差引町丁数74）

下表には明治24年（1891年）時点で存在した74町丁を収録している。

### 町名一覧
「下谷」の冠称について
1878年（明治11年）の下谷区成立時には区内の大部分の町名に「下谷」を冠称していた。1911年（明治44年）、東京市内の町名の簡素化が行われ、下谷区では区内の町名の「下谷」の冠称を廃止した（例:下谷区下谷坂町→下谷区坂町）。もとから「下谷」を冠称していなかった町名は、下谷町一・二丁目、上野各町、池之端各町、谷中各町、松永町、五条町、並びに1937年に新設された坂本一・二丁目、金杉一・二丁目である。
| 町名（1891年現在） | 成立年 | 廃止年 | 現町名                                               | 備考 |
| ------------------ | ------ | ------ | ---------------------------------------------------- | --- |
| 下谷二長町         | 1872   | 1963   | 台東1・2                                             | |
| 下谷竹町           | 1872   | 1963   | 台東2・3・4                                          | |
| 下谷御徒町一丁目   | 1872   | 1963   | 台東1・2・3                                          | |
| 下谷御徒町二丁目   | 1872   | 1963   | 台東3・4                                             | |
| 下谷御徒町三丁目   | 1872   | 1964   | 東上野1・2                                           | |
| 下谷仲御徒町一丁目 | 1872   | 1964   | 上野5                                                | |
| 下谷仲御徒町二丁目 | 1872   | 1964   | 上野5                                                | |
| 下谷仲御徒町三丁目 | 1872   | 1964   | 上野3・5・6                                          | |
| 下谷仲御徒町四丁目 | 1872   | 1964   | 上野6                                                | |
| 下谷長者町一丁目   | 江戸期 | 1964   | 上野3・5                                             | |
| 下谷長者町二丁目   | 江戸期 | 1964   | 上野3・5                                             | |
| 下谷坂町           | 1869   | 1964   | 上野3                                                | |
| 下谷同朋町         | 江戸期 | 1964   | 上野3                                                | |
| 下谷数寄屋町       | 江戸期 | 1964   | 上野2                                                | |
| 下谷茅町一丁目     | 江戸期 | 1966   | 池之端1                                              | |
| 下谷茅町二丁目     | 江戸期 | 1966   | 池之端1・2                                           | |
| 下谷西町           | 1869   | 1964   | 東上野1・2・3                                        | |
| 下谷南稲荷町       | 1872   | 1964   | 東上野2・3、元浅草2                                  | 1943一部を浅草区に編入 |
| 下谷北稲荷町       | 1872   | 1965   | 東上野4・5                                           | |
| 下谷車坂町         | 1869   | 1965   | 東上野2・3、上野7                                    | |
| 下谷上車坂町       | 1872   | 1965   | 東上野4、上野7                                       | |
| 下谷下車坂町       | 1872   | 1965   | 東上野4、上野7                                       | |
| 下谷豊住町         | 1869   | 1965   | 上野7、下谷1                                         | |
| 下谷万年町一丁目   | 1869   | 1965   | 東上野4                                              | |
| 下谷万年町二丁目   | 1869   | 1965   | 北上野1                                              | |
| 下谷山伏町         | 江戸期 | 1965   | 北上野1・2                                           | |
| 下谷坂本町一丁目   | 江戸期 | 1937   | 下谷1、根岸1                                         | 1937年坂本一丁目となる |
| 下谷坂本町二丁目   | 江戸期 | 1937   | 下谷1、根岸1                                         | 1937年坂本一丁目となる |
| 下谷坂本町三丁目   | 江戸期 | 1937   | 下谷1・2、根岸1・3                                   | 1937年坂本一・二丁目となる |
| 下谷坂本町四丁目   | 江戸期 | 1937   | 下谷2・3、根岸3・4                                   | 1937年坂本二丁目、金杉一丁目となる                                                                                                   |
| 下谷坂本裏町       | 江戸期 | 1937   | 根岸3                                                | 1891金杉村の一部を編入、1937年坂本二丁目となる                                                                                       |
| 下谷箪笥町         | 江戸期 | 1937   | 根岸3                                                | 1937年坂本二丁目となる |
| 下谷善養寺町       | 1869   | 1937   | 下谷1                                                | もとは善養寺門前。1937年坂本一丁目となる                                                                                             |
| 下谷新坂本町       | 江戸期 | 1965   | 北上野1・2                                           | |
| 下谷金杉上町       | 江戸期 | 1965   | 下谷3、入谷1・2、竜泉2                               | 1937一部が金杉一丁目となる |
| 下谷金杉下町       | 江戸期 | 1965   | 三ノ輪1、竜泉2                                       | 1891金杉村の一部を編入。1937一部が金杉二丁目となる。                                                                                 |
| 下谷三ノ輪町       | 1881   | 1966   | 三ノ輪1・2、根岸5、日本堤1                           | 1870下谷三ノ輪町から下谷原宿町に改称、1881下谷三ノ輪町に復称。1891三ノ輪村の一部を編入。1943一部が浅草区に編入、日本堤四丁目となる。 |
| 下谷町一丁目       | 1872頃 | 1964   | 上野4・6                                             | |
| 下谷町二丁目       | 1872頃 | 1964   | 上野6                                                | |
| 下谷練塀町         | 1872   | 1964   | 秋葉原                                               | 1943当町の一部が神田区へ編入 |
| 上野公園地         | 1873   | 1966   | 上野公園                                             | 1914年上野恩賜公園に改称 |
| 上野町一丁目       | 江戸期 | 1964   | 上野3・4・6                                          | |
| 上野町二丁目       | 江戸期 | 1964   | 上野4・6                                             | |
| 上野元黒門町       | 江戸期 | 1964   | 上野2                                                | |
| 上野東黒門町       | 1869   | 1964   | 上野3                                                | 1911東黒門町に改称 |
| 上野西黒門町       | 1869   | 1964   | 上野1                                                | 1911西黒門町に改称 |
| 上野南大門町       | 江戸期 | 1964   | 上野3                                                | |
| 上野北大門町       | 江戸期 | 1964   | 上野1・2                                             | |
| 上野広小路町       | 1869   | 1964   | 上野3・4                                             | |
| 上野三橋町         | 1869   | 1964   | 上野4・6                                             | |
| 上野山下町         | 1869   | 1965   | 上野7                                                | |
| 上野桜木町         | 1874頃 | 1966   | 上野桜木1・2、上野公園、根岸1                        | |
| 上野花園町         | 1872   | 1966   | 池之端3、上野公園                                    | |
| 五條町             | 1869   | 1966   | 上野4・6、上野公園                                   | 冠称なし |
| 池之端仲町         | 江戸期 | 1966   | 上野2、池之端1                                       | |
| 池之端七軒町       | 江戸期 | 1966   | 池之端2                                              | |
| 谷中清水町         | 1872   | 1966   | 池之端3・4                                           | |
| 谷中坂町           | 1869   | 1966   | 谷中1・4                                             | 1891谷中村の一部を編入 |
| 谷中初音町一丁目   | 1869   | 1966   | 谷中5・6                                             | |
| 谷中初音町二丁目   | 1869   | 1966   | 谷中7                                                | |
| 谷中初音町三丁目   | 1869   | 1966   | 谷中5・7                                             | 1891谷中村の一部を編入 |
| 谷中初音町四丁目   | 1871   | 1966   | 谷中3・5                                             | 1891日暮里村及び下駒込村の各一部を編入                                                                                               |
| 谷中茶屋町         | 1869   | 1966   | 谷中6・7                                             | |
| 谷中真島町         | 1872   | 1966   | 谷中2・4                                             | |
| 谷中三崎町         | 江戸期 | 1966   | 谷中3・4・5                                          | 1891谷中村の一部を編入 |
| 谷中上三崎南町     | 1872   | 1966   | 谷中5                                                | 1891谷中村の一部を編入 |
| 谷中上三崎北町     | 1872   | 1966   | 谷中1・4・6                                          | 1891谷中村の一部を編入 |
| 谷中町             | 江戸期 | 1966   | 谷中6・7                                             | |
| 谷中天王寺町       | 1891   | 1966   | 谷中7、上野桜木2                                     | もとは谷中村の一部 |
| 下谷上根岸町       | 1891   | 1965   | 根岸1・2・3                                          | もとは金杉村の一部 |
| 下谷中根岸町       | 1891   | 1965   | 根岸3・4                                             | もとは金杉村の一部 |
| 下谷下根岸町       | 1891   | 1965   | 根岸4・5                                             | もとは金杉村の一部 |
| 下谷入谷町         | 1891   | 1965   | 北上野1・2、松が谷3・4、入谷1・2、竜泉1、下谷1・2・3 | もとは坂本村の一部。1937一部が坂本一・二丁目、金杉一丁目となる。1943一部が浅草区松葉町に編入。                                       |
| 下谷龍泉寺町       | 1891   | 1965   | 入谷2、竜泉1・2・3、千束2・3                         | もとは北豊島郡下谷龍泉町・龍泉寺村の全域と千束村の一部、三ノ輪村の飛地。1937一部が金杉二丁目となる。1943一部を浅草区に編入。         |

### 昭和期の町名変更
下谷区では関東大震災復興に関わる町名改正は実施されず、明治24年（1891年）以降、昭和22年（1947年）の下谷区廃止・台東区成立に至るまで、大きな変化はなかった。この間に新設・廃止された町名は以下のとおりである。
| 町名（1943年現在） | 成立年 | 廃止年 | 現町名                                                                  | 直前町名           | 備考 |
| ------------------ | ------ | ------ | ----------------------------------------------------------------------- | ------------------ | ---- |
| 坂本一丁目         | 1937   | 1965   | 坂本町1・2、善養寺町（以上全域）、坂本町3、豊住町、入谷町（以上各一部） | 根岸1、下谷1       |      |
| 坂本二丁目         | 1937   | 1965   | 箪笥町、坂本裏町（以上全域）、坂本町3・4、入谷町（以上各一部）          | 根岸3、下谷2       |      |
| 金杉一丁目         | 1937   | 1965   | 金杉上町、坂本町4、入谷町（各一部）                                     | 根岸3・4、下谷2・3 |      |
| 金杉二丁目         | 1937   | 1965   | 金杉下町、龍泉寺町（各一部）                                            | 根岸5、下谷3       |      |
| 松永町             | 江戸期 | 1964   | 1943年神田区松永町の一部を編入                                          | 秋葉原             |      |

1943年（昭和18年）、下谷区と浅草区の境界が変更され、浅草区の町名である神吉町、永住町、松葉町、光月町、千束一丁目の各一部が下谷区に編入された。同時に下谷区の町名である南稲荷町と龍泉寺町の一部が浅草区に編入され、これらの町は下谷・浅草の両区に分かれることとなった。なお、1947年（昭和22年）に下谷・浅草両区が合併して台東区となったことに伴い、上記各町は再統合されて、台東区の町となった。

### 北豊島郡から編入された区域
明治22年（1889年）の東京市成立時に北豊島郡から下谷区に編入されたのは谷中村、龍泉寺村、下谷龍泉町の全域、及び金杉村、坂本村、千束村、三ノ輪村、日暮里村、下駒込村の各一部である。これらの編入区域には2年後の明治24年（1891年）に新町名が起立され、一部は既存の町の区域に編入された。明治24年新設の町名は谷中天王寺町、上根岸町、中根岸町、下根岸町、入谷町、龍泉寺町である。また旧谷中村、金杉村、三ノ輪村の各一部は谷中三崎町、谷中上三崎北町、谷中上三崎南町、谷中坂町、谷中初音町、下谷金杉下町、下谷坂本裏町、下谷三ノ輪町に編入された（詳しくは下表を参照）。
| 町村名     | 1889年の編入先                     | 下谷区編入部分の町名（1891年現在）                                             | 備考 |
| ---------- | ---------------------------------- | ------------------------------------------------------------------------------ | ---- |
| 谷中村     | 下谷区                             | 谷中三崎町、谷中上三崎北町、谷中上三崎南町、谷中坂町、谷中初音町、谷中天王寺町 |      |
| 金杉村     | 下谷区、北豊島郡日暮里村           | 上根岸町、中根岸町、下根岸町、金杉下町、下谷坂本裏町                           |      |
| 坂本村     | 下谷区、浅草区                     | 入谷町                                                                         |      |
| 千束村     | 下谷区、浅草区、北豊島郡南千住町   | 龍泉寺町                                                                       |      |
| 龍泉寺村   | 下谷区                             | 龍泉寺町                                                                       |      |
| 下谷龍泉町 | 下谷区                             | 龍泉寺町                                                                       |      |
| 三ノ輪村   | 下谷区、北豊島郡南千住町・三河島村 | 三ノ輪町                                                                       |      |
| 日暮里村   | 下谷区、北豊島郡日暮里村、本郷区   | 谷中初音町四丁目                                                               |      |
| 下駒込村   | 下谷区、本郷区                     | 谷中初音町四丁目                                                               |      |

## 旧浅草区の町名

### 発足時の町名
当地区では、明治時代の初期（1869〜1872年頃）には、邸地、寺社境内などに新しい町名を付す、あるいは小規模な町を隣町に合併するなどの変更が多数実施された。その結果、明治11年（1878年）の浅草区成立時には区内に110か町が存在していた（一丁目、二丁目等はそれぞれを1町と数える）。明治22年（1889年）の東京市成立時には北豊島郡の一部が浅草区に編入された。当該編入区域には、2年後の明治24年（1891年）までに新たに6か町が設置され（これらの詳細は後述）、区内の町丁数は116となった。
浅草区は関東大震災で大きな被害を受けた。震災復興・区画整理に伴い、区内では昭和7年（1932年）から同16年にかけて大規模な町名整理が実施された。これにより従前の町名の多くが廃止されている。昭和22年（1947年）の台東区成立後、昭和39年（1964年）から41年にかけて浅草地区の住居表示が実施され、町名・町界が再度変更された。このように再度にわたる大規模な町名整理を経ているため、当地区では同一の地名であっても、時期によって指し示す範囲が異なっている場合があるので注意を要する。一例として、昭和9年（1934年）に成立した「雷門一・二丁目」と、昭和40年（1965年）の住居表示実施によって成立した現行町名の「雷門一・二丁目」は（一部重なる部分もあるが）別個の町域で、旧・雷門二丁目は現・浅草一丁目にあたる。

### 町名一覧
下表は、明治24年（1891年）時点で存在した町名（116町）と、震災復興後の新町名の対照表である。
- 各町名に付された「浅草」の冠称は明治44年（1911年）に除去されたが、昭和22年（1947年）の台東区成立時に残存していた町名には再び「浅草」の冠称を付した。
  - 「浅草」を冠称しない町名 - 浅草町、浅草公園地
  - 昭和22年以後のみ「浅草」を冠称 - 新吉原各町、向柳原町
  - 昭和22年以後は「浅草」を冠称せず（下谷区との間で境界変更の行われた町） - 永住町、松葉町、光月町、神吉町
- 町名変更が1月1日付けで実施されたものについては、その前年を旧町名の廃止年としている。

| 町名（1891年現在） | 成立年       | 廃止年                           | 震災復興後の新町名                           | 備考 |
| ------------------ | ------------ | -------------------------------- | -------------------------------------------- | --- |
| 浅草茅町一丁目     | 江戸期       | 1934                             | 浅草橋1                                      | |
| 浅草茅町二丁目     | 江戸期       | 1934                             | 浅草橋1・2                                   | |
| 浅草上平右衛門町   | 1872         | 1934一部変更、1963廃止           | 浅草橋1                                      | もと浅草平右衛門町の一部。震災復興時（1934年）一部が浅草橋1となり、残余は1964年1月、住居表示実施で浅草橋1となる。 |
| 浅草下平右衛門町   | 1872         | 1934                             | 浅草橋1、柳橋1                               | もと浅草平右衛門町の一部 |
| 浅草左衛門町       | 1890         | 1963                             | 震災復興時の変更なし                         | 1890年、浅草新平右衛門町を改称。1964年1月、住居表示実施で浅草橋1となる。 |
| 浅草榊町           | 1872         | 1934                             | 浅草橋1                                      | |
| 浅草森田町         | 江戸期       | 1934                             | 蔵前2                                        | |
| 浅草新片町         | 1869         | 1934                             | 柳橋1                                        | もと浅草御蔵前片町代地 |
| 浅草旅籠町一丁目   | 江戸期       | 1934                             | 柳橋1・2                                     | 1869年までは旅籠町一丁目代地 |
| 浅草旅籠町二丁目   | 江戸期       | 1934                             | 柳橋2                                        | 1869年までは旅籠町二丁目代地 |
| 浅草新旅籠町       | 江戸期       | 1934                             | 蔵前2                                        | |
| 浅草須賀町         | 1869         | 1934                             | 柳橋2、浅草橋3                               | もと天王町 |
| 浅草新須賀町       | 1869頃       | 1934                             | 浅草橋1･2                                    | もと天王町代地 |
| 浅草瓦町           | 江戸期       | 1934                             | 柳橋2、浅草橋2・3                            | |
| 浅草福井町一丁目   | 江戸期       | 1934                             | 浅草橋3                                      | |
| 浅草福井町二丁目   | 江戸期       | 1934                             | 浅草橋2・3                                   | |
| 浅草福井町三丁目   | 江戸期       | 1963                             | 震災復興時の変更なし                         | 1964年1月、住居表示実施で浅草橋1となる。 |
| 浅草新福井町       | 1872         | 1934一部変更、1963廃止           | 浅草橋2・3                                   | 残余は1964年1月、住居表示実施で浅草橋1となる。 |
| 浅草猿屋町         | 江戸期       | 1934                             | 浅草橋3                                      | 1869年末永町（芝御掃除屋敷代地）を編入 |
| 浅草新猿屋町       | 1869         | 1934                             | 駒形1                                        | |
| 浅草御蔵前片町     | 江戸期       | 1934                             | 蔵前1・2、柳橋2                              | |
| 浅草南元町         | 1870頃       | 1941                             | 蔵前1・2・3、桂町、三筋1                     | 江戸期は元旅籠町一丁目、明治初年に元町となり、1870年頃南北に分かれる |
| 浅草北元町         | 1870頃       | 1934                             | 蔵前3                                        | 江戸期は元旅籠町二丁目、明治初年に元町となり、1870年頃南北に分かれる |
| 浅草南富坂町       | 1872         | 1941                             | 蔵前2、桂町、三筋1                           | もと富坂町 |
| 浅草北富坂町       | 1872         | 1941                             | 桂町                                         | もと富坂町 |
| 浅草福富町         | 江戸期       | 1934                             | 蔵前1、鳥越2                                 | 明治初年までは福富町一丁目ほか。福富町の一丁目と二丁目は離れた場所に存在した |
| 浅草新福富町       | 1869         | 1934                             | 寿町1・2                                     | もとは福富町二丁目ほか |
| 浅草老松町         | 1869         | 1934                             | 鳥越2                                        | |
| 浅草元鳥越町       | 江戸期       | 1934                             | 鳥越2                                        | 1872年元鳥越宮本町を編入 |
| 浅草西鳥越町       | 1872         | 1934                             | 鳥越1・2、小島町1                            | |
| 浅草東三筋町       | 1872         | 1941                             | 三筋1                                        | |
| 浅草西三筋町       | 1872         | 1941                             | 三筋1                                        | |
| 浅草北三筋町       | 1872         | 1934・1941一部変更、1964廃止     | 小島町2、三筋2                               | 残余は1964年1月、住居表示実施で元浅草3となる。 |
| 浅草小島町         | 江戸期       | 1934再編、1963廃止               | 小島町1・2                                   | 「小島」の町名は住居表示後も存続 |
| 浅草栄久町         | 1869         | 1941                             | 菊屋橋1・2、三筋1・2、桂町                   | |
| 浅草八幡町         | 1869         | 1934                             | 蔵前3                                        | |
| 浅草三好町         | 江戸期       | 1934                             | 蔵前3                                        | 1869年植木町を編入。植木町は1869年に起立され、同年中に三好町に編入された。 |
| 浅草黒船町         | 江戸期       | 1934                             | 寿町1、駒形1、蔵前3                          | 1871年高麗町、榧木町を編入 |
| 浅草諏訪町         | 江戸期       | 1934                             | 駒形1                                        | |
| 浅草寿町           | 1870         | 1934再編                         | 寿町2・3、駒形1                              | もとは真砂町、福川町ほか。「寿」の町名は存続。 |
| 浅草森下町         | 1869         | 1934                             | 寿町1・2、菊屋橋1、三筋2                     | |
| 浅草三間町         | 江戸期       | 1934                             | 雷門1、寿町3、駒形2                          | |
| 浅草駒形町         | 1868頃       | 1934                             | 雷門1、寿町3、駒形2                          | 「駒形」の町名は存続。1872年頃八軒町を編入。 |
| 浅草材木町         | 江戸期       | 1934                             | 雷門1                                        | |
| 浅草並木町         | 江戸期       | 1934                             | 雷門1                                        | |
| 浅草茶屋町         | 江戸期       | 1934                             | 雷門1                                        | |
| 浅草東仲町         | 江戸期       | 1934                             | 雷門1                                        | |
| 浅草西仲町         | 江戸期       | 1934                             | 雷門1                                        | |
| 浅草田原町一丁目   | 江戸期       | 1934一部変更、1965廃止           | 寿町3                                        | 残余は1965年、住居表示実施で雷門1となる。 |
| 浅草田原町二丁目   | 江戸期       | 1965                             | 震災復興時の変更なし                         | 1965年、住居表示実施で雷門1となる。 |
| 浅草田原町三丁目   | 江戸期       | 1965                             | 震災復興時の変更なし                         | 1965年、住居表示実施で雷門1となる。 |
| 浅草高原町         | 1869         | 1934                             | 寿町3                                        | |
| 浅草阿部川町       | 江戸期       | 1936                             | 菊屋橋1・2                                   | |
| 浅草南松山町       | 1872         | 1936一部変更、1964廃止           | 菊屋橋2                                      | 1869〜1872年は松山町、それ以前は寺地、門前町。残余は1964年、住居表示実施で元浅草4となる。 |
| 浅草七軒町         | 1872         | 1964                             | 震災復興時の変更なし                         | 残余は1964年、住居表示実施で元浅草1となる。 |
| 浅草永住町         | 1869         | 1964                             | 震災復興時の変更なし                         | 1943年一部を下谷区へ編入。1947年、旧浅草区と旧下谷区の永住町を再度併合し台東区永住町とする。1964年住居表示実施で元浅草1〜4、東上野2・3となる。 |
| 浅草南清島町       | 1872         | 1964                             | 震災復興時の変更なし                         | 1869〜1872年は清島町。1964年、住居表示実施で元浅草2となる。 |
| 浅草新森田町       | 1869         | 1934                             | 柳橋1                                        | |
| 向柳原町一丁目     | 1872         | 1934一部変更、1964廃止           | 鳥越1                                        | 1943年一部を神田区に編入。1947年以降「浅草」を冠称。1964年、住居表示実施で浅草橋4・5となる。 |
| 向柳原町二丁目     | 1872         | 1934一部変更、1964廃止           | 浅草橋3                                      | 1947年以降「浅草」を冠称。1964年、住居表示実施で浅草橋2・3・5となる。 |
| 浅草松葉町         | 1869         | 1965                             | 震災復興時の変更なし                         | 1943下谷区入谷町の一部を編入、当町の一部を下谷区入谷町に編入。1947年台東区成立時、当町には「浅草」を冠称せず。1965住居表示実施で松が谷1〜3となる。 |
| 浅草北田原町三丁目 | 1872         | 1965                             | 震災復興時の変更なし                         | 1872、浅草田原町三丁目の一部を浅草北田原町三丁目とする（一・二丁目はなし）。1911浅草北田原町三丁目を北田原町に改称。1964年、住居表示実施で浅草1となる。 |
| 浅草北松山町       | 1872         | 1965                             | 震災復興時の変更なし                         | 1869〜1872年は松山町、それ以前は寺地、門前町。1965年、住居表示実施で松が谷1となる。 |
| 浅草北清島町       | 1872         | 1965                             | 震災復興時の変更なし                         | 1869〜1872年は清島町。1965年、住居表示実施で東上野6となる。 |
| 浅草松清町         | 1869         | 1965                             | 震災復興時の変更なし                         | 1965年、住居表示実施で西浅草1となる。 |
| 浅草田島町         | 1869         | 1965                             | 震災復興時の変更なし                         | 1965年、住居表示実施で西浅草2となる。 |
| 浅草芝崎町         | 1869         | 1936再編、1965廃止               | 芝崎町1                                      | 1965年、住居表示実施で西浅草3となる。 |
| 浅草新谷町         | 1872         | 1965                             | 芝崎町2・3                                   | 1965年、住居表示実施で西浅草3となる。 |
| 浅草新畑町         | 1870         | 1965                             | 震災復興時の変更なし                         | 1965年、住居表示実施で浅草1となる。 |
| 浅草北東仲町       | 1872         | 1911改称、1934一部変更、1965廃止 | 雷門2                                        | 1911年、「北仲町」に改称。震災復興時（1934年）一部が雷門2となり、残余は1965年、住居表示実施で浅草1となる。 |
| 浅草馬道町一丁目   | 1877         | 1934再編、1966廃止               | 雷門2                                        | 1877年成立の馬道町一〜八丁目は1934年、浅草公園地などの一部を編入し、馬道一〜三丁目に再編。 |
| 浅草馬道町二丁目   | 1877         | 1934再編、1966廃止               | 雷門2                                        | 同上 |
| 浅草馬道町三丁目   | 1877         | 1934再編、1966廃止               | 雷門2、馬道1                                 | 同上 |
| 浅草馬道町四丁目   | 1877         | 1934再編、1966廃止               | 花川戸1、馬道1                               | 同上 |
| 浅草馬道町五丁目   | 1877         | 1934再編、1966廃止               | 馬道1・2                                     | 同上 |
| 浅草馬道町六丁目   | 1877         | 1934再編、1966廃止               | 花川戸1・2、馬道1                            | 同上 |
| 浅草馬道町七丁目   | 1877         | 1934再編、1966廃止               | 馬道2                                        | 同上 |
| 浅草馬道町八丁目   | 1877         | 1934再編、1966廃止               | 馬道1・2                                     | 同上 |
| 浅草花川戸町       | 1868頃       | 1934再編                         | 花川戸1、雷門2、馬道1                        | 「花川戸」の町名は存続 |
| 浅草山ノ宿町       | 江戸期       | 1934一部変更、1948廃止           | 花川戸1・2                                   | 1869年山ノ宿六軒町を編入。1948年浅草山ノ宿町を浅草聖天町に編入。 |
| 浅草金龍山下瓦町   | 江戸期       | 1911改称、1948廃止               | 震災復興時の変更なし                         | 1911年金龍山瓦町に改称。1948年浅草聖天町に編入。 |
| 浅草聖天町         | 江戸期       | 1966                             | 震災復興時の変更なし                         | 1948年、浅草山ノ宿町、浅草金龍山瓦町、浅草山川町を編入。1966年、住居表示実施で浅草6・7となる。 |
| 浅草聖天横町       | 江戸期       | 1934一部変更、1966廃止           | 馬道2                                        | 残余は1966年、住居表示実施で浅草6となる。 |
| 浅草猿若町一丁目   | 江戸期       | 1934一部変更、1966廃止           | 花川戸2                                      | 残余は1966年、住居表示実施で浅草6となる。 |
| 浅草猿若町二丁目   | 江戸期       | 1966                             | 震災復興時の変更なし                         | 1966年、住居表示実施で浅草6となる。 |
| 浅草猿若町三丁目   | 江戸期       | 1966                             | 震災復興時の変更なし                         | 1966年、住居表示実施で浅草6となる。 |
| 浅草山川町         | 江戸期       | 1948                             | 震災復興時の変更なし                         | 1948年浅草聖天町に編入。 |
| 浅草田町一丁目     | 江戸期       | 1934・1936一部変更、1966廃止     | 日本堤1、馬道2・3、象潟3                     | 残余は1966年、住居表示実施で浅草6となる。 |
| 浅草田町二丁目     | 江戸期       | 1936                             | 日本堤1・2                                   | |
| 浅草東町           | 1872         | 1936                             | 日本堤2                                      | |
| 浅草象潟町         | 1872         | 1934再編、1966廃止               | 象潟2                                        | 1934〜1966は象潟一〜三丁目（1934成立）と象潟町が並存。後者（旧町の残存部）は1966年、住居表示実施で浅草4となる。町名の由来は、江戸時代に本荘藩主の六郷氏が当地に下屋敷を設けたとき、故郷の景勝地である「象潟（きさかた）」にちなんで、屋敷付近を「浅草象潟町」と呼んだことに始まる。1966年の住居表示変更で、象潟１〜３丁目が浅草３〜５丁目に変更されたが、旧名を残す町内会があることから1993年に浅草馬道地区町会連合会と秋田県象潟町（現・にかほ市）が姉妹地の盟約を交わした。 |
| 浅草今戸町         | 1868頃       | 1932再編                         | 今戸1〜3、石浜町1                            | 「今戸」の町名は存続 |
| 浅草橋場町         | 江戸期       | 1932再編                         | 石浜町1〜3、橋場1〜3、今戸3                  | 「橋場」の町名は存続 |
| 浅草亀岡町一丁目   | 1871         | 1932                             | 今戸1                                        | |
| 浅草亀岡町二丁目   | 1871         | 1932                             | 今戸1・2                                     | |
| 浅草亀岡町三丁目   | 1871         | 1932                             | 今戸2・3                                     | |
| 浅草吉野町         | 1869         | 1932再編、1966廃止               | 今戸3、石浜町1、吉野町1〜3、山谷町1、清川町1 | もと新鳥越町一〜四丁目 |
| 浅草山谷町         | 1868頃       | 1932                             | 山谷町1〜3、清川町1〜3、田中町1              | |
| 浅草元吉町         | 江戸期       | 1934                             | 田中町1・2                                   | |
| 浅草光月町         | 1870         | 1965                             | 震災復興時の変更なし                         | 1965年、住居表示実施で千束2、入谷2となる。 |
| 浅草神吉町         | 1869         | 1965                             | 震災復興時の変更なし                         | 1943年一部を下谷区へ編入。1947年台東区成立時、当町には「浅草」を冠称せず。1965年、住居表示実施で東上野4・5となる。 |
| 浅草町             | 1869         | 1932                             | 山谷町2〜4、清川町3                          | もと山谷浅草町。現行の浅草一〜七丁目とは別の区域。 |
| 浅草公園地         | 1873         | 1934一部変更、1965廃止           | 馬道1、雷門2                                 | 1965年、住居表示実施で浅草1・2となる。 |
| 新吉原五十間町     | 1873         | 1941                             | 日本堤2・3                                   | |
| 新吉原江戸町一丁目 | 江戸期       | 1966                             | 震災復興時の変更なし                         | 1947年から「浅草」を冠称。1966年、住居表示実施で千束4となる。 |
| 新吉原江戸町二丁目 | 江戸期       | 1966                             | 震災復興時の変更なし                         | 1947年から「浅草」を冠称。1966年、住居表示実施で千束4となる。 |
| 新吉原揚屋町       | 江戸期       | 1966                             | 震災復興時の変更なし                         | 1947年から「浅草」を冠称。1966年、住居表示実施で千束4となる。 |
| 新吉原角町         | 江戸期       | 1966                             | 震災復興時の変更なし                         | 1947年から「浅草」を冠称。1966年、住居表示実施で千束4となる。 |
| 新吉原京町一丁目   | 江戸期       | 1966                             | 震災復興時の変更なし                         | 1947年から「浅草」を冠称。1966年、住居表示実施で千束3・4となる。 |
| 新吉原京町二丁目   | 江戸期       | 1966                             | 震災復興時の変更なし                         | 1947年から「浅草」を冠称。1966年、住居表示実施で千束3・4となる。 |
| 浅草千束町一丁目   | 1891         | 1936一部変更、1966廃止           | 芝崎町3                                      | もと千束村、坂本村。残余は1965・1966年、住居表示実施で千束1・2・3となる。 |
| 浅草千束町二丁目   | 1891         | 1934一部変更、1966廃止           | 象潟1                                        | もと千束村。残余は1965・66年、住居表示実施で浅草2〜5となる。 |
| 浅草千束町三丁目   | 1891         | 1934一部変更、1966廃止           | 日本堤1、馬道3、象潟3                        | もと千束村。残余は1966年、住居表示実施で浅草5となる。 |
| 浅草玉姫町         | 1891         | 1932                             | 石浜町1〜3、清川町1〜3、山谷町2              | もと地方今戸町、地方橋場町 |
| 浅草田中町         | 1891         | 1934再編、1966廃止               | 田中町1〜3、山谷町3・4、日本堤3・4           | もと地方山谷町、千束村。 |
| 浅草地方今戸町     | 1871（1889） | 1934・1941一部変更、1966廃止     | 田中町1、馬道3、日本堤1・2                   | 1889年、北豊島郡から浅草区へ編入。 |

### 北豊島郡から編入された区域
明治22年（1889年）の東京市成立時に北豊島郡から浅草区に編入されたのは地方（じかた）山谷町、地方今戸町の全域、及び地方橋場町、千束村、坂本村の各一部である。これらの編入区域では2年後の明治24年（1891年）に町名整理が実施された。その結果、地方今戸町は浅草地方今戸町として存続。他に浅草千束町一〜三丁目、浅草田中町、浅草玉姫町の5か町が新たに起立された（この結果、浅草区の町丁数は110から116に増えた）。
上記町名にみられる「地方」とは、「町方」に対する言葉で、市街地に対する農村部、町奉行支配地に対する代官支配地を意味する。橋場町の場合を例にとれば、元の橋場村の一部が町地化して町奉行支配地に組み入れられた部分を「橋場町」と称し、残余を「橋場町地方」または「地方橋場町」と称した。
| 町村名     | 1889年の編入先                   | 浅草区編入部分の町名（1891年現在）                                                         | 備考                   |
| ---------- | -------------------------------- | ------------------------------------------------------------------------------------------ | ---------------------- |
| 地方山谷町 | 浅草区                           | 浅草山谷町に編入                                                                           |                        |
| 地方今戸町 | 浅草区                           | 一部は浅草地方今戸町として存続、残余は浅草今戸町、浅草吉野町、浅草山谷町、浅草玉姫町に編入 | 一部が1966年まで存続。 |
| 地方橋場町 | 浅草区、北豊島郡南千住町         | 浅草橋場町、浅草玉姫町に編入                                                               |                        |
| 千束村     | 浅草区、下谷区、北豊島郡南千住町 | 浅草千束町一〜三丁目、浅草田中町、浅草町に編入                                             |                        |
| 坂本村     | 浅草区、下谷区                   | 浅草千束町一丁目に編入                                                                     |                        |

震災復興による新町名以外で、昭和22年の台東区成立以前に成立した新町名は以下のとおり。
- 餌鳥町　1933年、神田区餌鳥町の一部を浅草区に編入して成立。1964年廃止。
- 隅田公園　1935年成立。もとは花川戸町、山ノ宿町、金竜山瓦町の各一部。1965・1966年の住居表示実施により花川戸1・2、浅草7、今戸1となり、町名としての隅田公園は1966年廃止。

### 「馬道」の町名変遷
浅草寺の近くにはかつて馬道（うまみち）という町名があった。馬道は浅草寺東側を南北に通る道の名で、現在も道路や交差点の名称としては使用されているが、町名としては昭和41年（1966年）に廃止された。この地区の町名は明治初期以来たびたび変更され、複雑な経緯をたどっている。以下にその概要を示す。
浅草寺境内地には南谷、東谷、北谷と通称される場所があった。南谷は浅草寺表参道付近を指した通称で、現在の仲見世商店街周辺にあたる。東谷と北谷は随身門（現・二天門）外の東側と北側の、浅草寺の子院群が立ち並んでいた地区の通称である。この南谷、東谷、北谷のほか、浅草寺境内東側の北馬道町、南馬道町、南馬道新町などの区域の町名を再編して、明治10年（1877年）に浅草馬道町一〜八丁目が成立した。南谷、東谷、北谷は、浅草寺境内地の上地（官による没収）に伴い明治5年（1872年）に正式の町名が付され、南谷が宮戸町（みやこちょう）、東谷が三社町（みやしろちょう）一・二丁目、北谷が吾妻町と命名された。しかし、これらの町名は長続きせず、明治6年（1873年）頃、宮戸町は浅草寺地中借地町屋、三社町一・二丁目と吾妻町は浅草寺地中上地町屋と改称された。これらの旧地名と浅草馬道町一〜八丁目の対応関係は以下のとおりである。
- 浅草馬道町一丁目 - 南谷東側（宮戸町→浅草寺地中借地町屋）
- 浅草馬道町二丁目 - 南谷東側（宮戸町→浅草寺地中借地町屋）、南馬道町（一部）
- 浅草馬道町三丁目 - 南馬道新町
- 浅草馬道町四丁目 - 東谷南側（三社町一・二丁目→浅草寺地中上地町屋）
- 浅草馬道町五丁目 - 南馬道町（一部）、北馬道町（一部）
- 浅草馬道町六丁目 - 東谷北側（三社町一・二丁目→浅草寺地中上地町屋）、医王町
- 浅草馬道町七丁目 - 北谷西側（吾妻町→浅草寺地中上地町屋）
- 浅草馬道町八丁目 - 北谷東側（吾妻町→浅草寺地中上地町屋）、檜久間町

以上の町域は、現在（住居表示実施後）の町名では浅草一・二・三・四・六丁目、花川戸一・二丁目のうちに位置する。
馬道町一〜八丁目（明治44年に「浅草」の冠称を取る）は昭和9年（1934年）の町名改正で廃止され、同年、馬道一〜三丁目が成立した。馬道町一〜八丁目と馬道一〜三丁目は重なる部分もあるが、全く同じ町域ではない。旧町名の馬道町一〜八丁目は、新町名の馬道一・二丁目、雷門二丁目、花川戸一・二丁目の各一部となった。一方、新町名の馬道一〜三丁目は、従前の馬道町三〜八丁目のほか、花川戸町、浅草公園地（五号地）、聖天横町、田町一丁目、千束町三丁目、地方今戸町の各一部をもって成立したものである。浅草寺表参道（仲見世）付近にあたる旧馬道町一・二丁目は雷門二丁目（現・浅草一丁目）となり、この地区からは馬道の町名は消えた。一方、新町名の馬道三丁目は田町一丁目、千束町三丁目、地方今戸町の各一部をもって成立したもので、旧馬道町の地域は含まれていない。これら新旧町名の対応を丁目ごとに整理すると以下のとおりである。
馬道町一〜八丁目（1934年廃止）の編入先
- 馬道町一丁目 - 雷門2
- 馬道町二丁目 - 雷門2
- 馬道町三丁目 - 雷門2、馬道1
- 馬道町四丁目 - 花川戸1、馬道1
- 馬道町五丁目 - 馬道1・2
- 馬道町六丁目 - 花川戸1・2、馬道1
- 馬道町七丁目 - 馬道2
- 馬道町八丁目 - 馬道1・2

馬道一〜三丁目（1934年成立）の前身町名
- 馬道一丁目 - 馬道町三・四・五・六・八丁目、花川戸町、浅草公園地（五号地）
- 馬道二丁目 - 馬道町五・七・八丁目、聖天横町、田町一丁目
- 馬道三丁目 - 田町一丁目、千束町三丁目、地方今戸町

馬道一〜三丁目は昭和41年（1966年）の住居表示実施により廃止され、浅草一・二・三・四・五・六丁目、花川戸一・二丁目の各一部となった。

### 住居表示実施直前の町名
1923年の関東大震災からの復興に際し、東京市では各地で区画整理と町名改正が実施された。これに伴い、新たな町名・町界が設定され、多くの旧町名が廃止された。台東区の前身の1つである浅草区においても昭和時代初期に震災復興に伴う大幅な町名改正が実施されている。その後、1962年に「住居表示に関する法律」が施行され、同法に基づく住居表示の実施によって、台東区の町名は再度変更されている。台東区では、1964年から区内の住居表示が順次実施され、1967年に区内全域の住居表示実施が完了している。
以下は、旧浅草区の区域の住居表示実施直前（1963年現在）の町名と現行町名の対照表である。1963年の時点で存在していた町名の大部分は昭和時代初期、震災復興による町名改正に伴って新設された町名である。町名変更が1月1日付けで実施されている場合、旧町の廃止年はその前年とした。
「浅草」の冠称について
旧浅草区の町名のうち、昭和時代初期、震災復興による町名改正に伴って新設された町名は、当初は「浅草」を冠称していなかったが、1947年の浅草区廃止・台東区成立以後は「浅草」を冠称している（除:浅草橋）。その他の大部分の町名も1947年以降は「浅草」を冠称しているが、松葉町、神吉町、光月町、永住町は例外である。これら4町は1943年に町域の一部が下谷区に編入され、同一町名が浅草区と下谷区にまたがって存在していた。
| 町名（1963年現在）     | 町成立直前の旧地名                                                 | 町の成立年 | 町の廃止年 | 現町名                               | 備考 |
| ---------------------- | ------------------------------------------------------------------ | ---------- | ---------- | ------------------------------------ | --- |
| 浅草駒形一丁目         | 諏訪町、黒船町、新猿屋町                                           | 1934       | 1964       | 駒形1・2                             | |
| 浅草駒形二丁目         | 駒形町、三間町                                                     | 1934       | 1964       | 駒形1・2                             | |
| 浅草寿町一丁目         | 黒船町、新福富町、森下町                                           | 1934       | 1964       | 寿1・3                               | |
| 浅草寿町二丁目         | 寿町、新福富町、森下町                                             | 1934       | 1964       | 寿1・3                               | |
| 浅草寿町三丁目         | 寿町、駒形町、三間町、田原町1、高原町                              | 1934       | 1964       | 寿2・4                               | |
| 浅草菊屋橋一丁目       | 阿部川町、栄久町、森下町                                           | 1936       | 1964       | 寿1、元浅草3                         | |
| 浅草菊屋橋二丁目       | 南松山町、阿部川町、栄久町                                         | 1936       | 1964       | 寿2、元浅草4                         | |
| 浅草蔵前一丁目         | 御蔵前片町、福富町、南元町                                         | 1934       | 1964       | 蔵前1、浅草橋3                       | |
| 浅草蔵前二丁目         | 御蔵前片町、新旅籠町、南元町、森田町                               | 1934       | 1964       | 蔵前2・3・4                          | |
| 浅草蔵前三丁目         | 南元町、北元町、八幡町、三好町、黒船町                             | 1934       | 1964       | 蔵前2・3                             | |
| 浅草桂町               | 北富坂町、南富坂町、南元町、永久町、森下町                         | 1941       | 1963       | 蔵前3・4                             | |
| 浅草三筋町一丁目       | 西三筋町、東三筋町、南富坂町、南元町、永久町                       | 1941       | 1964       | 三筋1・2、蔵前4                      | |
| 浅草三筋町二丁目       | 北三筋町、栄久町、森下町                                           | 1941       | 1964       | 三筋2、蔵前4、寿1                    | |
| 浅草小島町一丁目       | 小島町                                                             | 1934       | 1963       | 小島1、三筋1                         | |
| 浅草小島町二丁目       | 小島町、北三筋町                                                   | 1934       | 1963       | 小島2、三筋2                         | |
| 浅草鳥越一丁目         | 西鳥越町、向柳原町1                                                | 1934       | 1963       | 鳥越1、浅草橋5                       | |
| 浅草鳥越二丁目         | 元鳥越町、老松町、西鳥越町、福富町                                 | 1934       | 1963       | 鳥越2、浅草橋3                       | |
| 浅草柳橋一丁目         | 新森田町、新片町、下平右衛門町、旅籠町1                            | 1934       | 1964       | 柳橋1                                | |
| 浅草柳橋二丁目         | 旅籠町1・2、瓦町、須賀町、御蔵前片町                               | 1934       | 1964       | 柳橋1・2                             | |
| 浅草橋一丁目           | 茅町1・2、下平右衛門町、上平右衛門町、福井町1、榊町、新須賀町      | 1934       | 1964       | 浅草橋1、柳橋1                       | |
| 浅草橋二丁目           | 茅町2、福井町1・2、新須賀町、新福井町、瓦町                        | 1934       | 1964       | 浅草橋1、柳橋1                       | |
| 浅草橋三丁目           | 福井町2、榊町、須賀町、新須賀町、新福井町、瓦町、向柳原町2、猿屋町 | 1934       | 1964       | 浅草橋2・3、柳橋2                    | |
| 浅草向柳原町一丁目     | 武家地                                                             | 1872       | 1963       | 浅草橋4・5                           | 1934一部を（旧）鳥越1に編入。向柳原町1の一部は1947千代田区に編入され、1967東神田3となる。                                        |
| 浅草向柳原町二丁目     | 武家地                                                             | 1872       | 1963       | 浅草橋2・3・5                        | 1934一部を（旧）浅草橋3に編入。                                                                                                  |
| 浅草新福井町           | 武家地                                                             | 1872       | 1963       | 浅草橋1・2                           | 1934、一部が（旧）浅草橋2・3となる。                                                                                             |
| 浅草福井町三丁目       |                                                                    | 江戸期     | 1963       | 浅草橋1                              | |
| 浅草左衛門町           | 浅草新平右衛門町                                                   | 1890       | 1963       | 浅草橋1                              | |
| 浅草上平右衛門町       | 浅草平右衛門町                                                     | 1872       | 1963       | 浅草橋1                              | 1934、一部が（旧）浅草橋1となる                                                                                                  |
| 浅草餌鳥町             | 餌鳥屋敷地                                                         | 1869       | 1963       | 浅草橋4                              | 神田区の町名。1943年一部が浅草区に編入。                                                                                         |
| 浅草北三筋町           | 武家地                                                             | 1872       | 1964       | 元浅草3                              | 1934、一部が小島町2となる。1941、一部が（旧）元浅草3となる。                                                                     |
| 浅草北仲町             | 北東仲町                                                           | 1911       | 1965       | 浅草1                                | 1934大部分が（旧）雷門2（現浅草1）となる。                                                                                       |
| 浅草七軒町             | 武家地                                                             | 1872       | 1964       | 元浅草1                              | |
| 永住町                 | 寺院境内地など                                                     | 1869       | 1964       | 元浅草1〜4、東上野2・3               | 1943、町域の一部が下谷区に編入                                                                                                   |
| 浅草南清島町           | 浅草清島町                                                         | 1872       | 1964       | 元浅草2                              | |
| 浅草北清島町           | 浅草清島町                                                         | 1872       | 1965       | 東上野6                              | |
| 神吉町                 | 幡随院門前                                                         | 1869       | 1965       | 東上野4・5                           | 1943一部が下谷区に編入。 |
| 南稲荷町               | 下谷稲荷町                                                         | 1872       | 1964       | 東上野2・3、元浅草2                  | もと下谷区の町名。1943一部が浅草区に編入。                                                                                       |
| 浅草南松山町           |                                                                    | 1872       | 1964       | 元浅草4                              | 1936大部分が菊屋橋2となる |
| 浅草北松山町           | 浅草松山町                                                         | 1872       | 1965       | 松が谷1                              | |
| 松葉町                 | 浅留町ほか                                                         | 1869       | 1965       | 松が谷1〜3                           | 1943、当町の一部が下谷区に編入、下谷区入谷町の一部を当町に編入。                                                                 |
| 浅草松清町             | 寺院門前町                                                         | 1869       | 1965       | 西浅草1                              | |
| 浅草田島町             | 誓願寺門前、武家地                                                 | 1869       | 1965       | 西浅草2                              | |
| 浅草芝崎町一丁目       | 浅草芝崎町                                                         | 1936       | 1965       | 西浅草3                              | |
| 浅草芝崎町二丁目       | 浅草新谷町                                                         | 1936       | 1965       | 西浅草3                              | |
| 浅草芝崎町三丁目       | 浅草新谷町、浅草千束町1                                            | 1936       | 1965       | 西浅草3                              | |
| 浅草田原町一丁目       |                                                                    | 江戸期     | 1965       | 雷門1                                | 1934年一部が当時の寿町3（現寿4）となる                                                                                           |
| 浅草田原町二丁目       |                                                                    | 江戸期     | 1965       | 雷門1                                | |
| 浅草田原町三丁目       |                                                                    | 江戸期     | 1965       | 雷門1                                | |
| 浅草北田原町           | 浅草田原町3の一部                                                  | 1872       | 1965       | 浅草1                                | 1911までは浅草北田原町三丁目、同年冠称と「三丁目」を取る。                                                                       |
| 浅草新畑町             | 浅草寺領畑地                                                       | 1870       | 1965       | 浅草1                                | |
| 浅草雷門一丁目         | 材木町、並木町、茶屋町、東仲町、西仲町、三間町、駒形町             | 1934       | 1965再編   | 雷門1・2                             | |
| 浅草雷門二丁目         | 北仲町、馬道1〜3、浅草公園地、花川戸町                             | 1934       | 1965再編   | 浅草1・2                             | |
| 浅草公園（地）         | 浅草寺境内                                                         | 1873       | 1965       | 浅草1・2                             | 1934年一部が馬道1、雷門2となる。                                                                                                 |
| 浅草花川戸一丁目       | 花川戸町、馬道町4・6、山ノ宿町                                     | 1934       | 1965       | 花川戸1                              | |
| 浅草花川戸二丁目       | 馬道町6（・8）、山ノ宿町、猿若町1                                  | 1934       | 1965       | 花川戸2                              | |
| 浅草馬道一丁目         | 馬道町3〜6・8、花川戸町、浅草公園地                                | 1934       | 1965       | 花川戸1・2、浅草2                    | |
| 浅草馬道二丁目         | 馬道町5・7・8、聖天横町、田町1                                     | 1934       | 1966       | 浅草3・4・6                          | |
| 浅草馬道三丁目         | 田町1、千束町3、地方今戸町                                         | 1934       | 1966       | 浅草5・6                             | |
| 浅草聖天町             |                                                                    | 江戸期     | 1966       | 浅草6・7                             | 1948、浅草山川町、浅草金龍山瓦町、浅草山ノ宿町を編入                                                                             |
| 浅草聖天横町           |                                                                    | 江戸期     | 1966       | 浅草6                                | |
| 浅草田町一丁目         |                                                                    | 江戸期     | 1966       | 浅草6                                | 二丁目は1936消滅（日本堤1・2に編入）。一丁目は1934年一部が馬道2・3および象潟3に、1936年一部が日本堤1に編入。                     |
| 浅草猿若町一丁目       |                                                                    | 江戸期     | 1966       | 浅草6                                | 1934年一部が花川戸2となる |
| 浅草猿若町二丁目       |                                                                    | 江戸期     | 1966       | 浅草6                                | |
| 浅草猿若町三丁目       |                                                                    | 江戸期     | 1966       | 浅草6                                | |
| 浅草象潟一丁目         | 千束町2                                                            | 1934       | 1966       | 浅草3                                | |
| 浅草象潟二丁目         | 象潟町                                                             | 1934       | 1966       | 浅草4                                | |
| 浅草象潟三丁目         | 千束町3、田町1                                                     | 1934       | 1966       | 浅草5                                | |
| 浅草象潟町             | 武家地                                                             | 1872       | 1966       | 浅草4                                | 1934大部分が象潟二丁目となる |
| 龍泉寺町               | 龍泉寺村、千束村、三ノ輪村飛地、下谷龍泉町                         | 1891       | 1966       | 入谷2、竜泉1〜3、千束2・3            | もと下谷区の町名。1943年一部が浅草区に編入。                                                                                     |
| 浅草千束町一丁目       | 千束村字立花新田、坂本村字向田・飛地                               | 1891       | 1966       | 千束1〜3、浅草4                      | 1936一部が芝崎町3に編入、1943一部が下谷区に編入                                                                                  |
| 浅草千束町二丁目       | 千束村字槐戸・施無畏裏・梅ケ枝・浅間下                             | 1891       | 1966       | 千束3、浅草2〜5                      | 1934一部が象潟1に編入 |
| 浅草千束町三丁目       | 千束村字槐戸・施無畏裏・梅ケ枝・浅間下                             | 1891       | 1966       | 浅草5                                | 1934一部が象潟3、馬道3に編入、1936一部が日本堤1に編入                                                                            |
| 光月町                 | 武家地                                                             | 1870       | 1965       | 千束2、入谷2                         | 1891年一部が松葉町に編入され、旧飛地のみが光月町として残る。1943年一部が下谷区に編入。                                           |
| 浅草新谷町             | 武家地、寺社地、畑地                                               | 1872       | 1965       | 千束1                                | 1936一部が芝崎町2・3（現西浅草3）となる                                                                                          |
| 浅草新吉原京町一丁目   |                                                                    | 江戸期     | 1966       | 千束3・4                             | |
| 浅草新吉原京町二丁目   |                                                                    | 江戸期     | 1966       | 千束3・4                             | |
| 浅草新吉原揚屋町       |                                                                    | 江戸期     | 1966       | 千束4                                | |
| 浅草新吉原角町         |                                                                    | 江戸期     | 1966       | 千束4                                | |
| 浅草新吉原江戸町一丁目 |                                                                    | 江戸期     | 1966       | 千束4                                | |
| 浅草新吉原江戸町二丁目 |                                                                    | 江戸期     | 1966       | 千束4                                | |
| 浅草日本堤一丁目       | 地方今戸町、田町1・2、千束町3                                      | 1936       | 1966       | 東浅草1・2、浅草5、千束4、日本堤1・2 | |
| 浅草日本堤二丁目       | 地方今戸町、田町2、千束町3、新吉原五十間町、東町                   | 1936       | 1966       | 東浅草1・2、浅草5、千束4、日本堤1・2 | |
| 浅草日本堤三丁目       | 地方今戸町、新吉原五十間町、田中町                                 | 1941       | 1966       | 東浅草1・2、浅草5、千束4、日本堤1・2 | 1943下谷区竜泉寺町の一部を編入                                                                                                   |
| 浅草日本堤四丁目       | 地方今戸町、田中町                                                 | 1941       | 1966       | 東浅草1・2、浅草5、千束4、日本堤1・2 | 1943下谷区三ノ輪町の一部を編入                                                                                                   |
| 浅草田中町一丁目       | 元吉町、山谷町、地方今戸町                                         | 1934       | 1966       | 東浅草2                              | |
| 浅草田中町二丁目       | 田中町（旧）、元吉町                                               | 1934       | 1966       | 日本堤1                              | 旧田中町（丁目なし）の一部は1941まで存続、同年日本堤3・4に編入                                                                   |
| 浅草田中町三丁目       | 田中町（旧）                                                       | 1934       | 1966       | 日本堤2                              | |
| 浅草山谷一丁目         | 山谷町、吉野町                                                     | 1932       | 1966       | 清川1、東浅草2                       | |
| 浅草山谷二丁目         | 山谷町、玉姫町、浅草町                                             | 1932       | 1966       | 清川1、東浅草2                       | |
| 浅草山谷三丁目         | 山谷町、田中町、浅草町                                             | 1932       | 1966       | 日本堤1、清川2                       | |
| 浅草山谷四丁目         | 田中町、浅草町                                                     | 1932       | 1966       | 日本堤2、清川2                       | |
| 浅草清川町一丁目       | 吉野町、玉姫町、山谷町、浅草町                                     | 1932       | 1966       | 清川1                                | |
| 浅草清川町二丁目       | 玉姫町、山谷町                                                     | 1932       | 1966       | 清川1                                | |
| 浅草清川町三丁目       | 玉姫町、山谷町、浅草町                                             | 1932       | 1966       | 清川2                                | |
| 浅草石浜町一丁目       | 吉野町、今戸町、玉姫町、橋場町                                     | 1932       | 1966       | 橋場1、清川1                         | |
| 浅草石浜町二丁目       | 玉姫町、橋場町                                                     | 1932       | 1966       | 橋場1、清川1                         | |
| 浅草石浜町三丁目       | 玉姫町、橋場町                                                     | 1932       | 1966       | 橋場2、清川2                         | |
| 浅草橋場一丁目         | 橋場町                                                             | 1932       | 1966       | 橋場1                                | |
| 浅草橋場二丁目         | 橋場町                                                             | 1932       | 1966       | 橋場1                                | |
| 浅草橋場三丁目         | 橋場町                                                             | 1932       | 1966       | 橋場2                                | |
| 浅草吉野町一丁目       | 吉野町、亀岡町1                                                    | 1932       | 1966       | 今戸1、東浅草1                       | |
| 浅草吉野町二丁目       | 吉野町                                                             | 1932       | 1966       | 今戸2、東浅草1                       | |
| 浅草吉野町三丁目       | 吉野町                                                             | 1932       | 1966       | 今戸2、東浅草1                       | |
| 浅草今戸一丁目         | 今戸町、亀岡町1・2                                                 | 1932       | 1966       | 今戸1                                | |
| 浅草今戸二丁目         | 今戸町、亀岡町2・3                                                 | 1932       | 1966       | 今戸2                                | |
| 浅草今戸三丁目         | 今戸町、亀岡町3、吉野町、橋場町                                    | 1932       | 1966       | 今戸2                                | |
| 浅草地方今戸町         | 今戸村                                                             | 1871       | 1966       | 浅草6                                | 1891一部が今戸町、吉野町、山谷町、玉姫町となる。1934一部が田中町1、馬道3、日本堤1・2となる。1941残余の大部分が日本堤3・4となる。 |
| 浅草隅田公園           | 花川戸町、山ノ宿町、金龍山瓦町、今戸町                             | 1935       | 1966       | 花川戸1・2、浅草7、今戸1             | |

## 現行行政町名一覧
台東区では、全域で住居表示に関する法律に基づく住居表示が実施されている。住居表示実施前の町名等欄で下線がある町名はその全部、それ以外はその一部であり、町名の末尾に数字がある場合には丁目を表す。
| 町名         | 町名の読み   | 町区域設定年月日 | 住居表示実施年月日 | 町区域設定前の町名等                                                        | 住居表示実施前の町名等 |
| ------------ | ------------ | ---------------- | ------------------ | --------------------------------------------------------------------------- | ---------------------- |
| 柳橋一丁目   | やなぎばし   | 1964年1月1日     | 1964年1月1日       | 浅草柳橋1、浅草柳橋2、浅草橋1、浅草橋2                                      |                        |
| 柳橋二丁目   | やなぎばし   | 1964年1月1日     | 1964年1月1日       | 浅草柳橋2、浅草橋3                                                          |                        |
| 浅草橋一丁目 | あさくさばし | 1964年1月1日     | 1964年1月1日       | 浅草橋1、浅草橋2、浅草上平右衛門町、浅草福井町3、浅草新福井町、浅草左衛門町 |                        |
| 浅草橋二丁目 | あさくさばし | 1964年1月1日     | 1964年1月1日       | 浅草橋3、浅草新福井町、浅草向柳原町2                                        |                        |
| 浅草橋三丁目 | あさくさばし | 1964年1月1日     | 1964年1月1日       | 浅草橋3、浅草向柳原町2、浅草蔵前1、浅草鳥越2                                |                        |
| 浅草橋四丁目 | あさくさばし | 1964年1月1日     | 1964年1月1日       | 浅草向柳原町1、浅草餌鳥町                                                   |                        |
| 浅草橋五丁目 | あさくさばし | 1964年1月1日     | 1964年1月1日       | 浅草向柳原町1、浅草向柳原町2、浅草鳥越1                                     |                        |
| 鳥越一丁目   | とりごえ     | 1964年1月1日     | 1964年1月1日       | 浅草鳥越1                                                                   |                        |
| 鳥越二丁目   | とりごえ     | 1964年1月1日     | 1964年1月1日       | 浅草鳥越2                                                                   |                        |
| 蔵前一丁目   | くらまえ     | 1964年1月1日     | 1964年1月1日       | 浅草蔵前1                                                                   |                        |
| 蔵前二丁目   | くらまえ     | 1964年1月1日     | 1964年1月1日       | 浅草蔵前2、浅草蔵前3                                                        |                        |
| 蔵前三丁目   | くらまえ     | 1964年1月1日     | 1964年1月1日       | 浅草蔵前2、浅草蔵前3、浅草桂町                                              |                        |
| 蔵前四丁目   | くらまえ     | 1964年1月1日     | 1964年1月1日       | 浅草蔵前2、浅草桂町、浅草三筋町1、浅草三筋町2                               |                        |
| 小島一丁目   | こじま       | 1964年1月1日     | 1964年1月1日       | 浅草小島町1                                                                 |                        |
| 小島二丁目   | こじま       | 1964年1月1日     | 1964年1月1日       | 浅草小島町2                                                                 |                        |
| 三筋一丁目   | みすじ       | 1964年1月1日     | 1964年1月1日       | 浅草三筋町1、浅草小島町1                                                    |                        |
| 三筋二丁目   | みすじ       | 1964年1月1日     | 1964年1月1日       | 浅草三筋町1、浅草三筋町2、浅草小島町2                                       |                        |
| 元浅草一丁目 | もとあさくさ | 1964年10月1日    | 1964年10月1日      | 浅草七軒町、永住町                                                          |                        |
| 元浅草二丁目 | もとあさくさ | 1964年10月1日    | 1964年10月1日      | 永住町、南稲荷町、浅草南清島町                                              |                        |
| 元浅草三丁目 | もとあさくさ | 1964年10月1日    | 1964年10月1日      | 浅草北三筋町、浅草菊屋橋1、永住町、浅草三筋町2                              |                        |
| 元浅草四丁目 | もとあさくさ | 1964年10月1日    | 1964年10月1日      | 浅草菊屋橋2、永住町、浅草南松山町                                           |                        |
| 寿一丁目     | ことぶき     | 1964年10月1日    | 1964年10月1日      | 浅草寿町1、浅草寿町2、浅草菊屋橋1、浅草三筋町2                              |                        |
| 寿二丁目     | ことぶき     | 1964年10月1日    | 1964年10月1日      | 浅草寿町3、浅草菊屋橋2                                                      |                        |
| 寿三丁目     | ことぶき     | 1964年10月1日    | 1964年10月1日      | 浅草寿町1、浅草寿町2                                                        |                        |
| 寿四丁目     | ことぶき     | 1964年10月1日    | 1964年10月1日      | 浅草寿町3                                                                   |                        |
| 駒形一丁目   | こまがた     | 1964年10月1日    | 1964年10月1日      | 浅草駒形1、浅草駒形2                                                        |                        |
| 駒形二丁目   | こまがた     | 1964年10月1日    | 1964年10月1日      | 浅草駒形1、浅草駒形2                                                        |                        |
| 松が谷一丁目 | まつがや     | 1965年8月1日     | 1965年8月1日       | 浅草北松山町、松葉町                                                        |                        |
| 松が谷二丁目 | まつがや     | 1965年8月1日     | 1965年8月1日       | 松葉町                                                                      |                        |
| 松が谷三丁目 | まつがや     | 1965年8月1日     | 1965年8月1日       | 松葉町、入谷町                                                              |                        |
| 松が谷四丁目 | まつがや     | 1965年8月1日     | 1965年8月1日       | 入谷町                                                                      |                        |
| 西浅草一丁目 | にしあさくさ | 1965年8月1日     | 1965年8月1日       | 浅草松清町                                                                  |                        |
| 西浅草二丁目 | にしあさくさ | 1965年8月1日     | 1965年8月1日       | 浅草田島町                                                                  |                        |
| 西浅草三丁目 | にしあさくさ | 1965年8月1日     | 1965年8月1日       | 浅草芝崎町1、浅草芝崎町2、浅草芝崎町3                                       |                        |

| 町名           | 町名の読み     | 町区域設定年月日 | 住居表示実施年月日 | 町区域設定前の町名等                                                                     | 住居表示実施前の町名等 |
| -------------- | -------------- | ---------------- | ------------------ | ---------------------------------------------------------------------------------------- | ---------------------- |
| 台東一丁目     | たいとう       | 1964年1月1日     | 1964年1月1日       | 御徒町1、二長町                                                                          |                        |
| 台東二丁目     | たいとう       | 1964年1月1日     | 1964年1月1日       | 御徒町1、二長町、竹町                                                                    |                        |
| 台東三丁目     | たいとう       | 1964年1月1日     | 1964年1月1日       | 御徒町1、御徒町2、竹町                                                                   |                        |
| 台東四丁目     | たいとう       | 1964年1月1日     | 1964年1月1日       | 御徒町2、竹町                                                                            |                        |
| 秋葉原         | あきはばら     | 1964年10月1日    | 1964年10月1日      | 松永町、練塀町                                                                           |                        |
| 上野一丁目     | うえの         | 1964年10月1日    | 1964年10月1日      | 西黒門町、上野北大門町                                                                   |                        |
| 上野二丁目     | うえの         | 1964年10月1日    | 1964年10月1日      | 上野北大門町、上野元黒門町、池之端仲町、数寄屋町                                         |                        |
| 上野三丁目     | うえの         | 1964年10月1日    | 1964年10月1日      | 上野南大門町、仲御徒町3、長者町1、長者町2、東黒門町、坂町、同朋町、上野町1、上野広小路町 |                        |
| 上野四丁目     | うえの         | 1964年10月1日    | 1964年10月1日      | 下谷町1、上野三橋町、五条町、上野町1、上野町2、上野広小路町                              |                        |
| 上野五丁目     | うえの         | 1964年10月1日    | 1964年10月1日      | 仲御徒町1、仲御徒町2、仲御徒町3、長者町2                                                 |                        |
| 上野六丁目     | うえの         | 1964年10月1日    | 1964年10月1日      | 仲御徒町3、仲御徒町4、下谷町1、下谷町2、上野三橋町、五条町、上野町1、上野町2             |                        |
| 上野七丁目     | うえの         | 1965年8月1日     | 1965年8月1日       | 車坂町、上車坂町、下車坂町、上野山下町、豊住町                                           |                        |
| 東上野一丁目   | ひがしうえの   | 1964年10月1日    | 1964年10月1日      | 西町、御徒町3                                                                            |                        |
| 東上野二丁目   | ひがしうえの   | 1964年10月1日    | 1964年10月1日      | 南稲荷町、永住町、西町、車坂町、御徒町3                                                  |                        |
| 東上野三丁目   | ひがしうえの   | 1964年10月1日    | 1964年10月1日      | 南稲荷町、永住町、西町、車坂町                                                           |                        |
| 東上野四丁目   | ひがしうえの   | 1965年8月1日     | 1965年8月1日       | 万年町1、神吉町、北稲荷町、上車坂町、下車坂町                                            |                        |
| 東上野五丁目   | ひがしうえの   | 1965年8月1日     | 1965年8月1日       | 神吉町、北稲荷町                                                                         |                        |
| 東上野六丁目   | ひがしうえの   | 1965年8月1日     | 1965年8月1日       | 浅草北清島町                                                                             |                        |
| 北上野一丁目   | きたうえの     | 1965年8月1日     | 1965年8月1日       | 入谷町、万年町2、山伏町、新坂本町                                                        |                        |
| 北上野二丁目   | きたうえの     | 1965年8月1日     | 1965年8月1日       | 入谷町、山伏町、新坂本町                                                                 |                        |
| 下谷一丁目     | したや         | 1965年8月1日     | 1965年8月1日       | 坂本1、入谷町、豊住町                                                                    |                        |
| 下谷二丁目     | したや         | 1965年8月1日     | 1965年8月1日       | 坂本2、入谷町、金杉1                                                                     |                        |
| 下谷三丁目     | したや         | 1965年8月1日     | 1965年8月1日       | 金杉1、金杉2、金杉上町、入谷町                                                           |                        |
| 根岸一丁目     | ねぎし         | 1965年8月1日     | 1965年8月1日       | 上根岸町、坂本1、上野桜木町                                                              |                        |
| 根岸二丁目     | ねぎし         | 1965年8月1日     | 1965年8月1日       | 上根岸町                                                                                 |                        |
| 根岸三丁目     | ねぎし         | 1965年8月1日     | 1965年8月1日       | 上根岸町、中根岸町、坂本2、金杉1                                                         |                        |
| 根岸四丁目     | ねぎし         | 1965年8月1日     | 1965年8月1日       | 中根岸町、金杉1、下根岸町                                                                |                        |
| 根岸五丁目     | ねぎし         | 1965年8月1日     | 1965年8月1日       | 金杉2、下根岸町、三ノ輪町                                                                |                        |
| 池之端一丁目   | いけのはた     | 1967年1月1日     | 1967年1月1日       | 池之端仲町、茅町1、茅町2、上野恩賜公園                                                   |                        |
| 池之端二丁目   | いけのはた     | 1967年1月1日     | 1967年1月1日       | 上野恩賜公園、茅町2、池之端七軒町                                                        |                        |
| 池之端三丁目   | いけのはた     | 1967年1月1日     | 1967年1月1日       | 谷中清水町、上野恩賜公園、上野花園町                                                     |                        |
| 池之端四丁目   | いけのはた     | 1967年1月1日     | 1967年1月1日       | 谷中清水町                                                                               |                        |
| 上野公園       | うえのこうえん | 1967年1月1日     | 1967年1月1日       | 上野恩賜公園、上野花園町、上野桜木町、五条町                                             |                        |
| 上野桜木一丁目 | うえのさくらぎ | 1967年1月1日     | 1967年1月1日       | 上野桜木町、上野恩賜公園                                                                 |                        |
| 上野桜木二丁目 | うえのさくらぎ | 1967年1月1日     | 1967年1月1日       | 上野桜木町、谷中天王寺町                                                                 |                        |
| 谷中一丁目     | やなか         | 1967年1月1日     | 1967年1月1日       | 谷中上三崎南町、谷中坂町                                                                 |                        |
| 谷中二丁目     | やなか         | 1967年1月1日     | 1967年1月1日       | 谷中真島町、谷中三崎町                                                                   |                        |
| 谷中三丁目     | やなか         | 1967年1月1日     | 1967年1月1日       | 谷中三崎町、谷中初音町4                                                                  |                        |
| 谷中四丁目     | やなか         | 1967年1月1日     | 1967年1月1日       | 谷中上三崎南町、谷中坂町、谷中真島町、谷中三崎町                                         |                        |
| 谷中五丁目     | やなか         | 1967年1月1日     | 1967年1月1日       | 谷中上三崎北町、谷中三崎町、谷中初音町1、谷中初音町3、谷中初音町4                        |                        |
| 谷中六丁目     | やなか         | 1967年1月1日     | 1967年1月1日       | 谷中町、谷中上三崎南町、谷中茶屋町、谷中初音町1                                          |                        |
| 谷中七丁目     | やなか         | 1967年1月1日     | 1967年1月1日       | 谷中町、谷中茶屋町、谷中天王寺町、谷中初音町2、谷中初音町3                               |                        |

| 町名         | 町名の読み     | 町区域設定年月日 | 住居表示実施年月日 | 町区域設定前の町名等 | 住居表示実施前の町名等 |
| ------------ | -------------- | ---------------- | ------------------ | --- | ---------------------- |
| 浅草一丁目   | あさくさ       | 1965年8月1日     | 1965年8月1日       | 浅草北田原町、浅草新畑町、浅草北仲町、浅草雷門2、浅草公園地                                                                        |                        |
| 浅草二丁目   | あさくさ       | 1965年8月1日     | 1965年8月1日       | 浅草雷門2、浅草馬道1、浅草公園地、浅草千束町2                                                                                      |                        |
| 浅草三丁目   | あさくさ       | 1966年10月1日    | 1966年10月1日      | 浅草馬道2、浅草千束町2、浅草象潟1                                                                                                  |                        |
| 浅草四丁目   | あさくさ       | 1966年10月1日    | 1966年10月1日      | 浅草馬道2、浅草千束町1、浅草千束町2、浅草象潟2、浅草象潟町                                                                         |                        |
| 浅草五丁目   | あさくさ       | 1966年10月1日    | 1966年10月1日      | 浅草馬道3、浅草千束町2、浅草千束町3、浅草象潟3、浅草日本堤1、浅草日本堤2                                                           |                        |
| 浅草六丁目   | あさくさ       | 1966年10月1日    | 1966年10月1日      | 浅草馬道2、浅草馬道3、浅草聖天町、浅草聖天横町、浅草猿若町1、浅草猿若町2、浅草猿若町3、浅草田町1、浅草地方今戸町                   |                        |
| 浅草七丁目   | あさくさ       | 1966年10月1日    | 1966年10月1日      | 浅草聖天町、浅草隅田公園 |                        |
| 入谷一丁目   | いりや         | 1965年8月1日     | 1965年8月1日       | 入谷町、金杉上町 |                        |
| 入谷二丁目   | いりや         | 1965年8月1日     | 1965年8月1日       | 入谷町、光月町、竜泉寺町、金杉上町                                                                                                 |                        |
| 竜泉一丁目   | りゅうせん     | 1965年8月1日     | 1965年8月1日       | 竜泉寺町、入谷町、金杉上町 |                        |
| 竜泉二丁目   | りゅうせん     | 1965年8月1日     | 1965年8月1日       | 竜泉寺町、金杉下町 |                        |
| 竜泉三丁目   | りゅうせん     | 1966年10月1日    | 1966年10月1日      | 竜泉寺町 |                        |
| 雷門一丁目   | かみなりもん   | 1965年8月1日     | 1965年8月1日       | 浅草田原町1、浅草田原町2、浅草田原町3、浅草雷門1                                                                                   |                        |
| 雷門二丁目   | かみなりもん   | 1965年8月1日     | 1965年8月1日       | 浅草雷門1 |                        |
| 花川戸一丁目 | はなかわど     | 1965年8月1日     | 1965年8月1日       | 浅草花川戸1、浅草馬道1、浅草隅田公園                                                                                               |                        |
| 花川戸二丁目 | はなかわど     | 1965年8月1日     | 1965年8月1日       | 浅草花川戸2、浅草馬道1、浅草隅田公園                                                                                               |                        |
| 千束一丁目   | せんぞく       | 1965年8月1日     | 1965年8月1日       | 浅草新谷町、浅草千束町1 |                        |
| 千束二丁目   | せんぞく       | 1965年8月1日     | 1965年8月1日       | 竜泉寺町、千束町1、光月町、浅草千束町1                                                                                             |                        |
| 千束三丁目   | せんぞく       | 1966年10月1日    | 1966年10月1日      | 浅草千束町1、浅草千束町2、竜泉寺町、浅草新吉原京町1、浅草新吉原京町2                                                               |                        |
| 千束四丁目   | せんぞく       | 1966年10月1日    | 1966年10月1日      | 浅草新吉原江戸町1、浅草新吉原江戸町2、浅草新吉原揚屋町、浅草新吉原角町、浅草新吉原京町1、浅草新吉原京町2、浅草日本堤2、浅草日本堤3 |                        |
| 今戸一丁目   | いまど         | 1966年10月1日    | 1966年10月1日      | 浅草今戸1、浅草吉野町1、浅草隅田公園                                                                                               |                        |
| 今戸二丁目   | いまど         | 1966年10月1日    | 1966年10月1日      | 浅草今戸2、浅草今戸3、浅草吉野町2、浅草吉野町3                                                                                     |                        |
| 東浅草一丁目 | ひがしあさくさ | 1966年10月1日    | 1966年10月1日      | 浅草日本堤1、浅草吉野町1、浅草吉野町2、浅草吉野町3                                                                                 |                        |
| 東浅草二丁目 | ひがしあさくさ | 1966年10月1日    | 1966年10月1日      | 浅草日本堤2、浅草山谷1、浅草山谷2、浅草田中町1                                                                                     |                        |
| 橋場一丁目   | はしば         | 1966年10月1日    | 1966年10月1日      | 浅草橋場1、浅草橋場2、浅草石浜町1、浅草石浜町2                                                                                     |                        |
| 橋場二丁目   | はしば         | 1966年10月1日    | 1966年10月1日      | 浅草橋場3、浅草石浜町3 |                        |
| 清川一丁目   | きよかわ       | 1966年10月1日    | 1966年10月1日      | 浅草清川町1、浅草清川町2、浅草山谷1、浅草山谷2、浅草石浜町1、浅草石浜町2                                                           |                        |
| 清川二丁目   | きよかわ       | 1966年10月1日    | 1966年10月1日      | 浅草清川町3、浅草山谷3、浅草山谷4、浅草石浜町3                                                                                     |                        |
| 日本堤一丁目 | にほんづつみ   | 1966年10月1日    | 1966年10月1日      | 浅草日本堤3、浅草山谷3、浅草田中町2                                                                                                |                        |
| 日本堤二丁目 | にほんづつみ   | 1966年10月1日    | 1966年10月1日      | 浅草日本堤4、浅草山谷4、浅草田中町3、三ノ輪町                                                                                      |                        |
| 三ノ輪一丁目 | みのわ         | 1966年10月1日    | 1966年10月1日      | 三ノ輪町、金杉下町 |                        |
| 三ノ輪二丁目 | みのわ         | 1966年10月1日    | 1966年10月1日      | 三ノ輪町 |                        |